# Bão Florence (2018)
Bão Florence là một cơn bão nhiệt đới đang suy yếu hiện nay đã đổ bộ vào Bắc Carolina. Đây là xoáy thuận nhiệt đới thứ sáu, cơn bão thứ ba và là cơn bão lớn đầu tiên của mùa bão năm 2018 ở Đại Tây Dương. Florence có nguồn gốc từ một làn sóng nhiệt đới mạnh mẽ nổi lên ngoài khơi bờ biển phía tây của châu Phi vào ngày 30 tháng 8 năm 2018. Tổ chức ổn định dẫn đến sự hình thành của một áp thấp nhiệt đới vào ngày hôm sau gần Cape Verde.
Vào ngày 31 tháng 8, sóng nhiệt đới đã trở thành một áp thấp nhiệt đới. Nó đã trở thành cơn bão nhiệt đới Florence vào ngày 1 tháng 9 năm 2018.
Cơn bão đã tăng cường lên hạng 4 với gió gần 130 dặm / giờ vào ngày 4-5 tháng 9.
Thống đốc bang North Carolina, South Carolina và Virginia tuyên bố tình trạng khẩn cấp cho mỗi tiểu bang. Nó đã trở nên rõ ràng rằng cơn bão có thể tấn công Nam hoặc Bắc Carolina như một cơn bão lớn. 
Florence sau đó suy yếu thành một cơn bão nhiệt đới mạnh. Tuy nhiên áp thấp này sau đó đã tăng cường trở lại một cơn bão. Lần này, nó đạt sức gió tới hẳn 130 dặm một giờ, mạnh hơn so với trước đây.